# ديفيد بيكر (ملحن)
ديفيد بيكر (بالإنجليزية: David Baker)‏ هو موزع وبروفيسور وملحن أمريكي، ولد في 21 ديسمبر 1931 في إنديانابوليس في الولايات المتحدة، وتوفي في 26 مارس 2016 في بلومنغتون في الولايات المتحدة.

## وصلات خارجية
- الموقع الرسمي
- ديفيد بيكر على موقع ميوزك برينز (الإنجليزية)
- ديفيد بيكر على موقع ديسكوغز (الإنجليزية)